# Janelas Imprevisíveis
Janelas Imprevisíveis é o álbum de estreia da cantora, compositora e multi-instrumentista paulista Flavia K. O álbum foi lançado em 3 de outubro de 2019 no Brasil, de maneira independente, e em 9 de setembro de 2020 no Japão, pela gravadora Disk Union em parceria com a Think! Records.
Majoritariamente um disco de neo-soul, "Janelas Imprevisíveis" inovou ao trazer escolas musicais tipicamente americanas, como o jazz, funk e o soul, mas unidas de ritmos tropicais brasileiros, como a bossa-nova e a MPB.
O disco traz parcerias com os instrumentistas Roberto Menescal e Marcellus Meirelles, o rapper Slim Rimografia, o baixista Robinho Tavares e o baterista Vitor Cabral. Flavia providenciou os vocais, arranjou e compôs todas as músicas, além de tocar piano Rhodes, teclados, sintetizadores e efeitos nas faixas.
Em 2021, o álbum foi revisitado ao ser lançado em vinil pelo selo Amigues do Vinil.

## Contexto
Ainda adolescente, Flavia K já se encontrava na mira de artistas consolidados da cena brasileira, como Patricia Marx, Cláudya, Luiz Melodia, Jair Oliveira e outros, tendo sido reconhecida por eles e dividido shows com alguns. Em 2014 lançou o EP de pop-jazz intitulado "Tudo O Que Soul", e que conta com parcerias com Ed Motta e Wilson Simoninha.
Entre 2014 e 2017, Flavia se afastou da música para se dedicar aos estudos. Em 2018 recebeu a proposta do produtor paulista Julio Mossil para gravar um álbum, e assim topou; a primeira música a nascer foi "Tom". "Janelas Imprevisíveis" foi gravado entre abril de 2018 e agosto de 2019.[carece de fontes?]

## Lista de faixas
| N.º | Título                                        | Compositor(es)                                 | Duração |  |
| 1.  | "Neon"                                        | Flavia K, Anete K                              |         |  |
| 2.  | "Sem Glúten"                                  | Flavia K, Anete K                              |         |  |
| 3.  | "Janelas Imprevisíveis"                       | Flavia K, Anete K                              |         |  |
| 4.  | "Canção do Sol (part. Roberto Menescal)"      | Flavia K, Anete K                              |         |  |
| 5.  | "Contramão"                                   | Flavia K, Anete K                              |         |  |
| 6.  | "Se Pá Tum Dêre (part. Marcellus Meirelles)"  | Flavia K, Marcellus Meirelles e Julio Mossil   |         |  |
| 7.  | "Tom"                                         | Flavia K, Anete K                              |         |  |
| 8.  | "Plural"                                      | Flavia K, Julio Mossil                         |         |  |
| 9.  | "Atelier do Silêncio (part. Slim Rimografia)" | [Flavia K, Slim Rimografia e Julio Mossil      |         |  |
| 10. | "Atrás do Vidro"                              | Flavia K, Anete K, Julio Mossil e Flavio Lemos |         |  |